# Xyris savanensis
Xyris savanensis là một loài thực vật hạt kín trong họ Hoàng đầu. Loài này được Miq. miêu tả khoa học đầu tiên năm 1845.